# Lamprodila maculipennis
Lamprodila maculipennis es una especie de escarabajo barrenador metálico del género Lamprodila, de la familia Buprestidae, orden Coleoptera.

## Distribución
Se distribuye por la región de Australasia.

## Taxonomía
Fue descrita por Bílý en 1997.